# Cine Español
El Cine Español era un cine modernista situado en la calle Jiménez e Iglesias del Ensanche Modernista de la ciudad española de Melilla y que formaba parte del Conjunto Histórico Artístico de la Ciudad de Melilla, un Bien de Interés Cultural.

## Historia
Fue construido en 1931, siendo desconocido su autor y ese año fue también inaugurado.
En agosto de 2015 se declaró en ruina económica y técnica tras un derrumbe en su fachada principal y el 27 de agosto de 2018 se terminó de derribar.

## Descripción
Constaba de una sala de cine con un patio de butacas y destacaba su fachada principal, con una composición triangular y unas graciosas guirnaldas. Estaba construido con paredes de mampostería de piedra local y ladrillo macizo y vigas de hierro para la cubierta a dos aguas.